# Coelotrypes flavina
Coelotrypes flavina är en tvåvingeart som först beskrevs av Erich Martin Hering 1941.  Coelotrypes flavina ingår i släktet Coelotrypes och familjen borrflugor. Inga underarter finns listade i Catalogue of Life.